# La Heutte
La Heutte (antiguamente en alemán Hütte) es una comuna suiza del cantón de Berna, situada en el distrito administrativo del Jura bernés. Limita al norte con las comunas de Tavannes y Reconvilier, al este con Péry, al sur con Orvin, y al oeste con Sonceboz-Sombeval.
Hasta el 31 de diciembre de 2009 situada en el distrito de Courtelary.